# زي طبيب الطاعون

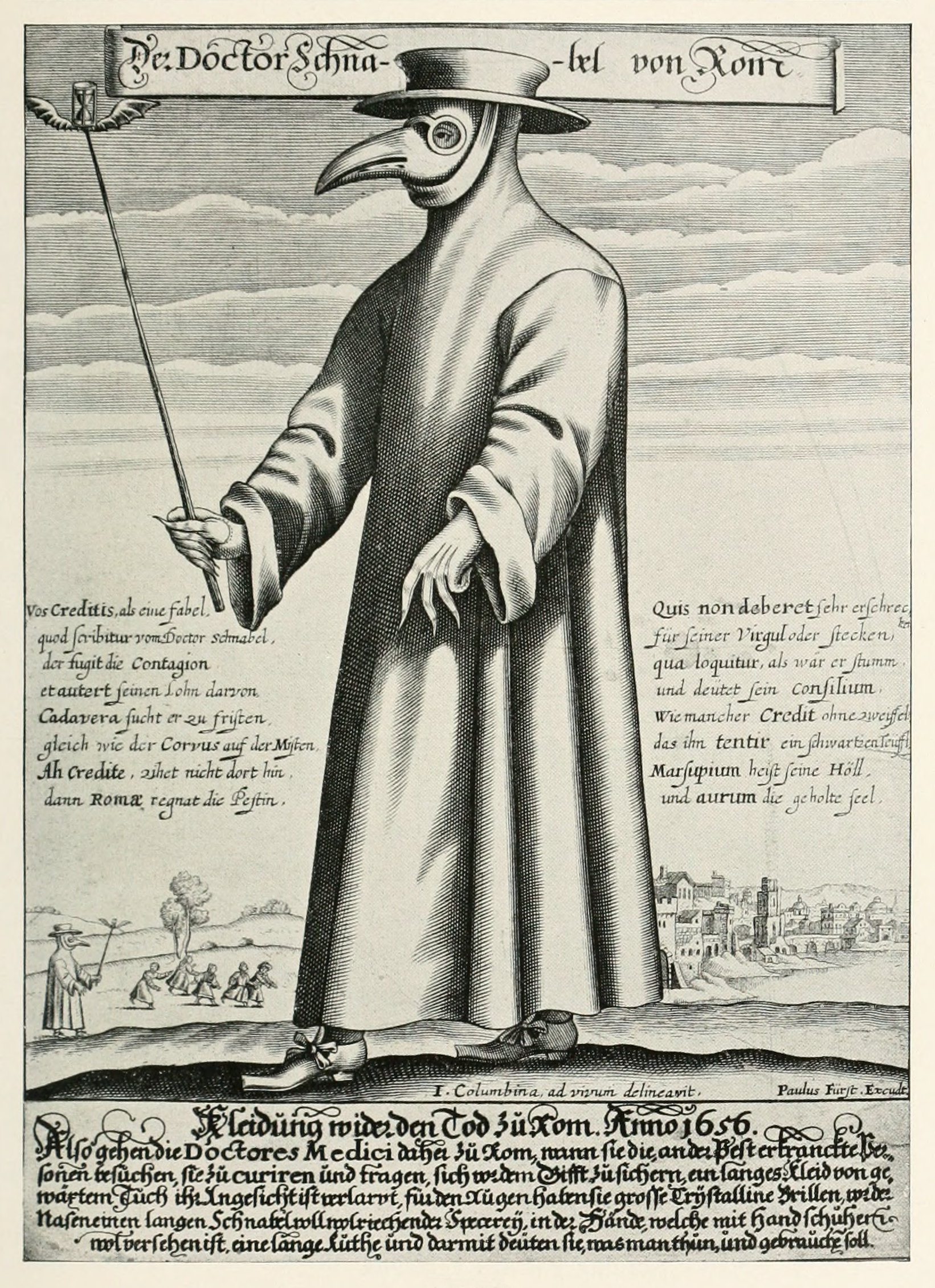
بول فورست، نقش، ج. 1721، لطبيب الطاعون في مرسيليا (تم تقديمه باسم "دكتور بيكي من روما "). أنفه مليء بالمواد العشبية لدرء الطاعون.

الملابس التي يرتديها أطباء الطاعون كانت لغرض حمايتهم من الأمراض التي تنقل بالجو أثناء تفشي الطاعون الدبلي في أوروبا. غالبًا ما يُنظر إليه بأنه رمز للموت والمرض. ومع ذلك، كان يرتدي الزي عدد قليل نسبيًا من أطباء العصور الوسطى وأوائل العصر الحديث الذين يدرسون ويعالجون مرضى الطاعون.

## الوصف

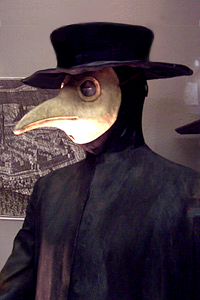
زي طبيب الطاعون من ألمانيا (القرن السابع عشر)

الزي النموذجي يتكون من معطف بطول الكاحل وقناع منقار يشبه الطيور، وفي غالب الوقت يكون ممتلئا بمواد حلوة أو قوية الرائحة (عادةً الخزامى)، جنبًا إلى جنب مع قفازات وأحذية وقبعة واسعة الحواف وغطاء خارجي. ملابس.
القناع النموذجي يحتوي على فتحات زجاجية للعين ومنقار منحني على شكل منقار طائر بأشرطة تحمل المنقار أمام أنف الطبيب. القناع يحتوي على فتحتين صغيرتين في الأنف وكان نوعًا من أجهزة التنفس الصناعي التي تحتوي على عناصر عطرية. منقار يمكن أن تعقد الزهور المجففة (بما في ذلك الورود والقرنفل )، والأعشاب (بما في ذلك الخزامى والنعناع )، الكافور، أو اسفنجة الخل، وكذلك التوت العرعر، العنبر، والقرنفل، labdanum، المر، و العبهر شجرة.  كان الغرض من القناع هو التخلص من الروائح الكريهة، والمعروفة باسم miasma، والتي كان يعتقد أنها السبب الرئيسي للمرض. يعتقد الأطباء أن الأعشاب ستقاوم الروائح «الشريرة» للطاعون وتمنعهم من الإصابة.
القبعة الجلدية ذات الحواف العريضة تشير إلى مهنتهم، فقد استخدموا العصي الخشبية للإشارة إلى المناطق التي تحتاج لعناية وفحص المرضى دون لمسها. بالإضافة لاستخدام العصا لإبعاد الناس،  لإزالة الملابس من ضحايا الطاعون دون الحاجة إلى لمسهم، وقياس نبض المريض.

## التاريخ
الأصول الدقيقة للزي غير واضحة، حيث أن معظم الصور تأتي من كتابات ساخرة ورسوم كاريكاتورية سياسية. ربما كان طبيب الطاعون المنقار شخصية خيالية في البداية في المسرح وألهم الأطباء لاستخدام مظهر أزياءهم. ارتفعت صور طبيب الطاعون المنقار استجابة للخرافات والخوف من المصدر المجهول للطاعون. وفي أحيان كثيرة، كان هؤلاء الأطباء هم آخر ما يراه المريض قبل الموت ؛ ولهذا السبب، كان ينظر إلى الأطباء على أنهم ينذرون بالموت.
تم ذكر الملابس لأول مرة من قبل الطبيب للملك لويس الثالث عشر ملك فرنسا، شارل دي لورم، الذي كتب في عام 1619 عن أن اندلاع الطاعون في باريس طور زيًا مصنوعًا من جلد الماعز المغربي، بما في ذلك الأحذية، المؤخرات، معطف طويل، قبعة والقفازات على غرار عباءة الجندي القماشية التي تمتد من الرقبة إلى الكاحل. كان الثوب مشربًا بمواد عطرية مماثلة للقناع. كتب L'Orme أن القناع له «أنف بطول نصف قدم، على شكل منقار، مليء بالعطر بفتحتين فقط، واحدة على كل جانب بالقرب من فتحتي الأنف، ولكن هذا يمكن أن يكفي للتنفس وحمل الهواء يتنفس المرء انطباع الأدوية الموجودة في المنقار».
يصف الطبيب الجينيفي جان جاك مانجيت، في عمله عام 1721، في رسالة عن الطاعون المكتوبة بعد الطاعون العظيم في مرسيليا، الزي الذي كان يرتديه أطباء الطاعون في نيميغن في 1636-1637. حيث يشكل الزي واجهة عمل مانجيت عام 1721. كانت أرديتهم، وطماقهم، وقبعاتهم، وقفازاتهم مصنوعة أيضًا من جلد المغرب. كما ارتدى أطباء الطاعون هذا الزي خلال وباء عام 1656، الذي قتل 145000 شخص في روما و 300000 في نابولي.

## كرنفال

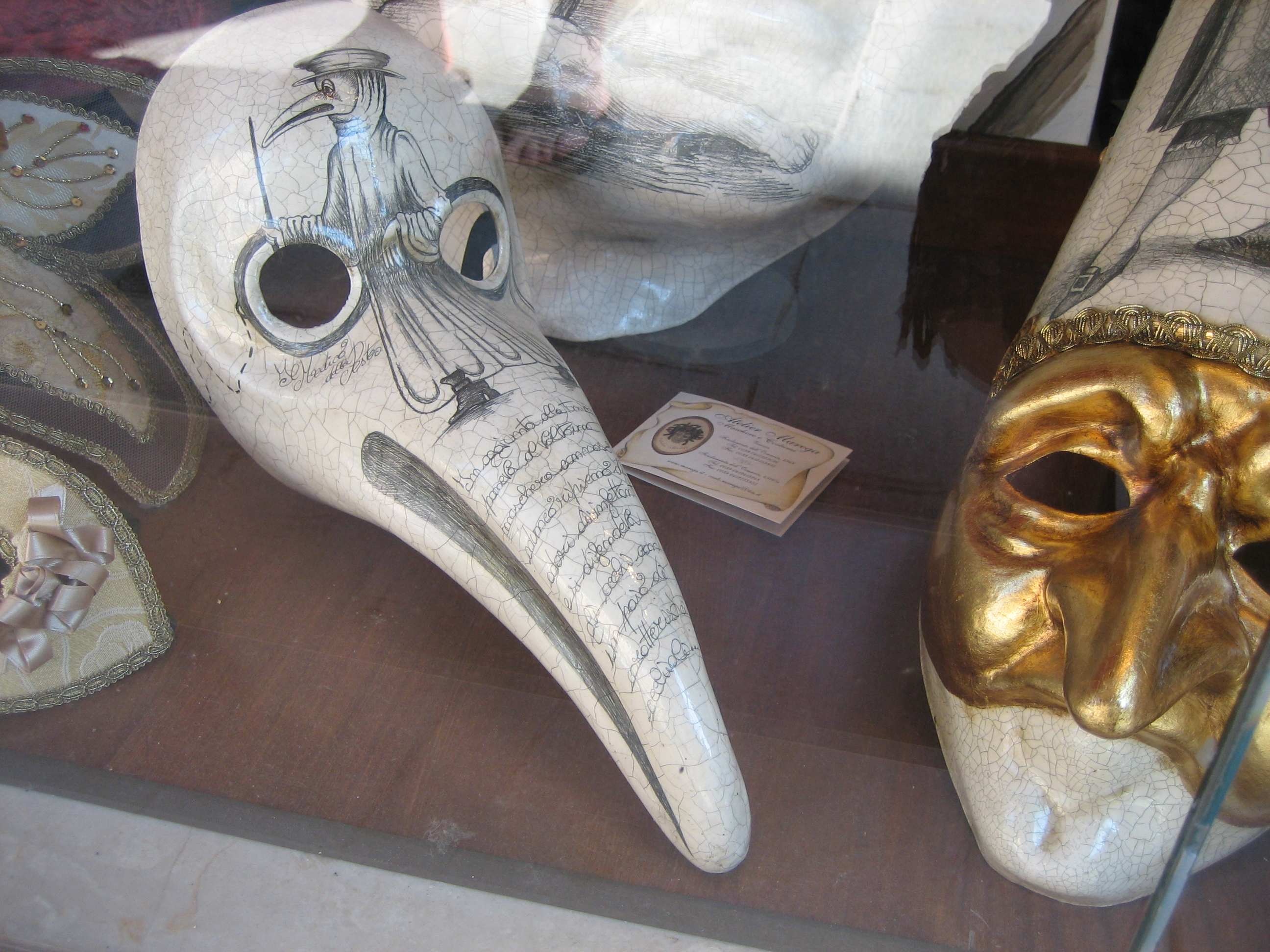
قناع كرنفال ذو منقار فينيسي مكتوب عليه Medico della Peste («طبيب الطاعون») أسفل العين اليمنى

يرتبط الزي أيضًا بشخصية commedia dell'arte تسمى Il Medico della Peste (مضاءة: The Plague Doctor )، الذي يرتدي قناع طبيب الطاعون المميز. كان القناع الفينيسي عادة أبيض اللون، ويتكون من منقار مجوف وفتحات عيون مستديرة مغطاة بزجاج شفاف، وهو أحد الأقنعة المميزة التي يتم ارتداؤها خلال كرنفال البندقية.